# جمابازار (تشابهار)
جمابازار (بالفارسية: جمابازار) هي قرية تقع في البلدة المركزية في إيران. يقدر عدد سكانها بـ 198 نسمة بحسب إحصاء 2016.